# Ялинський водоспад
Ялинський водоспа́д (Ковгать) — водоспад в Українських Карпатах, в масиві Рахівські гори (частина Мармароського масиву). Має також назву «Ковгать», що в перекладі з угорської «Kőháti vizesés» — водоспад кам'яної загати. Назва «Ковгать» знайдена на угорській туристичній листівці 1910 року. 
Розташований у межах Рахівського району Закарпатської області, на схід від села Ділове, куди проходить маршрут на г. Піп Іван Мармароський (червоне маркування), на території Діловецького лісництва Державного підприємства «Великобичківське лісове мисливське господарство».

## Географія
Водоспад однокаскадний, заввишки 26 м. Водоспад утворився в місці, де води потоку Ялин (починається на схилах гори Щевора; права притока річки Білий) майже прямовисно стікають з високого скельного уступу. Потік бл. 5 м біжить по виступу кристалічних порід під кутом близько 85 градусів, а тоді падає в ущелину. Цей водоспад давно відомий місцевим мешканцям, серед туристів став популярним в 2011 році, коли виміряли його висоту. Особливо мальовничий водоспад тоді, коли він повноводний — навесні під час танення снігів чи після злив або взимку під час сильних морозів, коли він замерзає.
1997 року водоспад увійшов до складу Карпатського біосферного заповідника (територія заповідника без вилучення у землекористувачів) у зв'язку з підписанням Указу Президента України від 11 квітня 1997 р. № 325/97 «Про розширення території Карпатського біосферного заповідника».

## Рекордсмен
До 2011 року найвищим водоспадом Українських Карпат вважався Манявський, розташований в Івано-Франківській області. Висота Манявського водоспаду становить 17,5 м. 
В цьому ж році науковці Прикарпатського національного університету ім. Василя Стефаника провели невелику експедицію до Ялинського водоспаду і в результаті досліджень виявили, що його висота становить аж 26 метрів.

## Як добратись
Потрібно доїхати до села Ділове. До нього можна добратись з Рахова або із Солотвина. Потім дорогою через міст по червоному маркуванню бл. 2 годин. Після цього з правого боку буде напис «Ялин» на дерев'яній табличці, а ззаду дерев'яний міст і стрімка дорога вверх. Далі буде жовте маркування (яке там трапляється досить рідко, лише для орієнтації, зате є добре помітна стежка).

## Цікаві факти
- Оскільки це прикордонна зона, потрібно оформляти дозвіл на перебування в ній.
- У 1910 році, ще за часів Австро-Угорської імперії, цей куточок збереженої дикої природи відвідували туристи.

## Світлини та відео

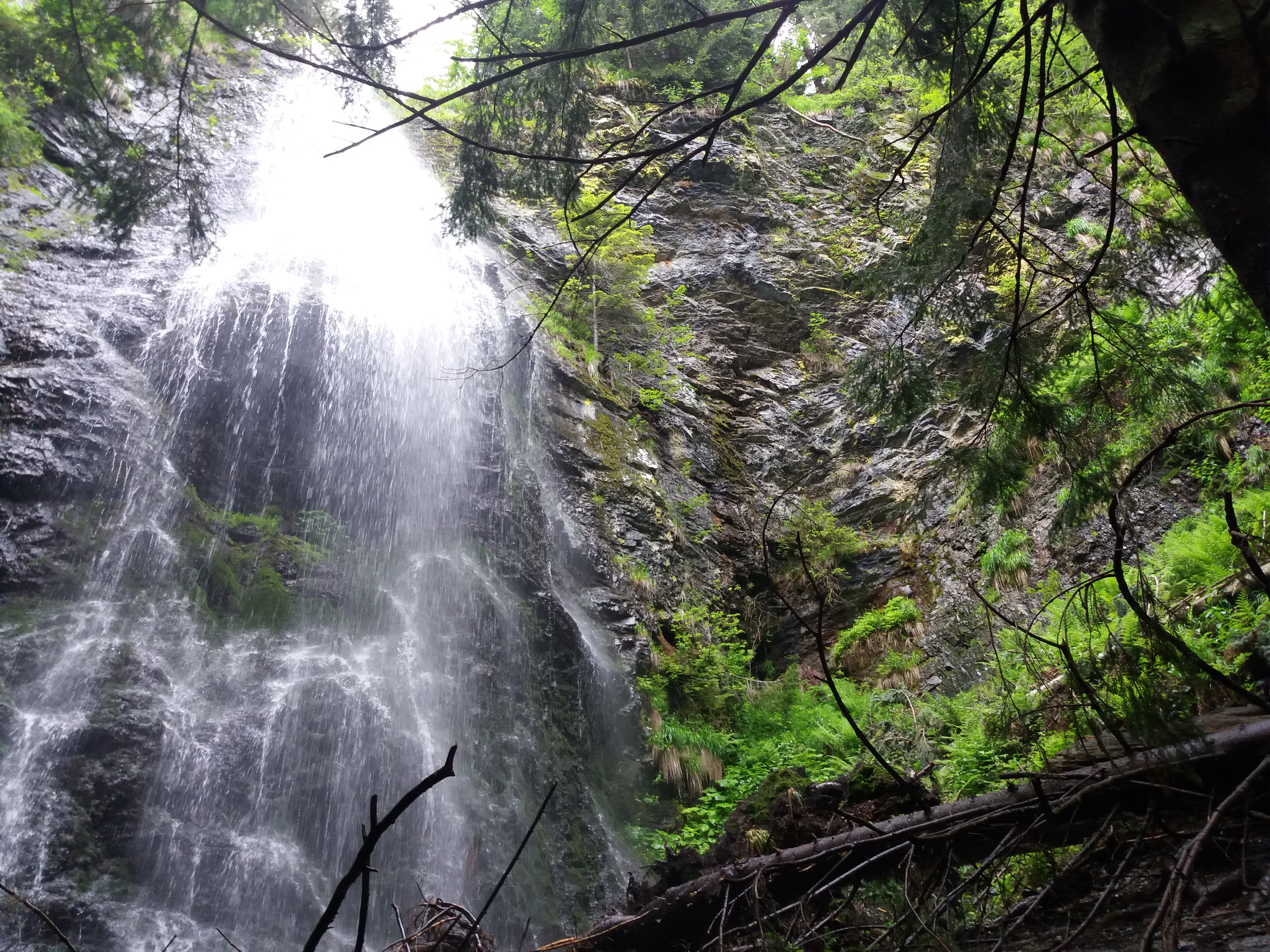
Водоспад Ялинський, Мармароський заповідний масив, Закарпатська область
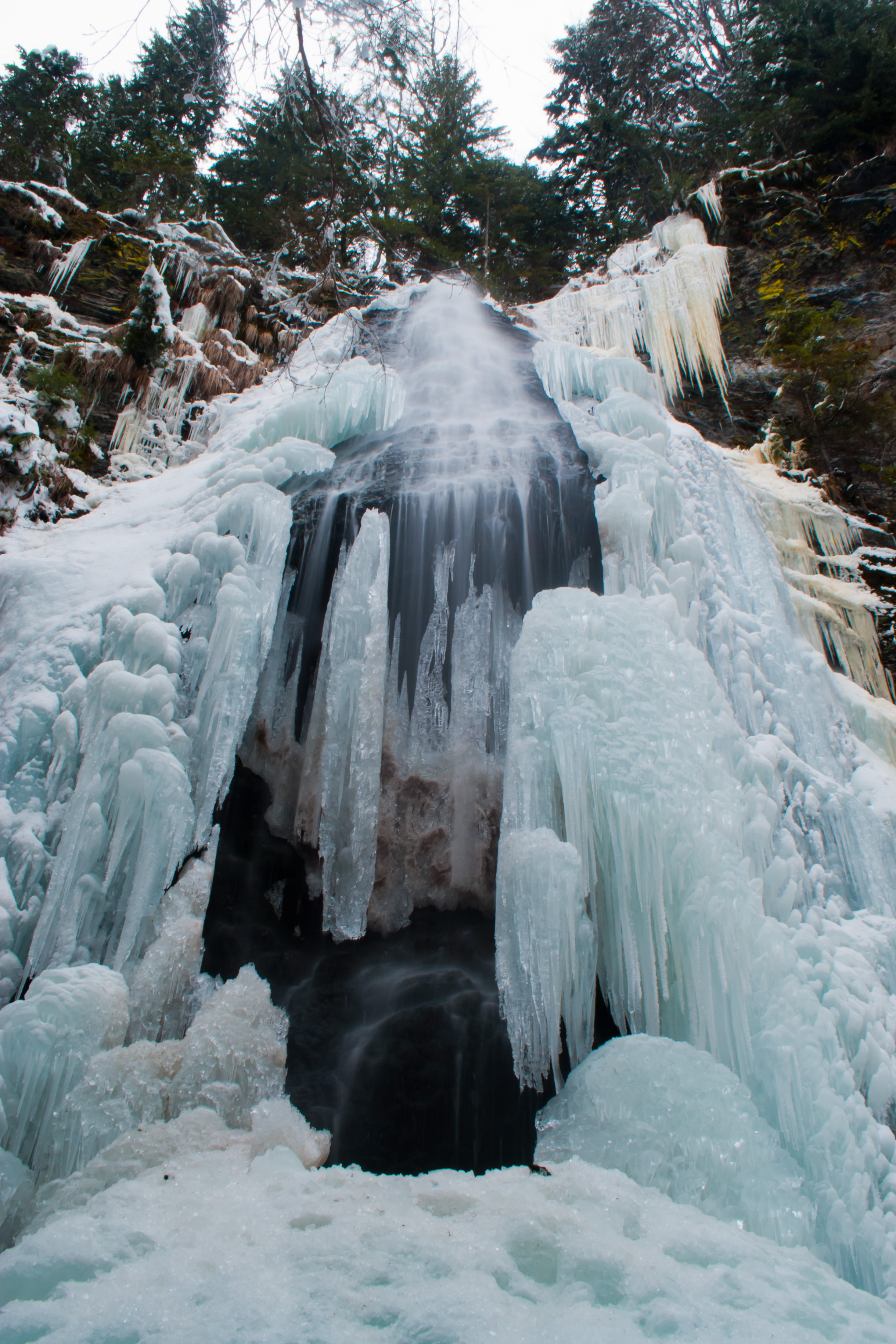
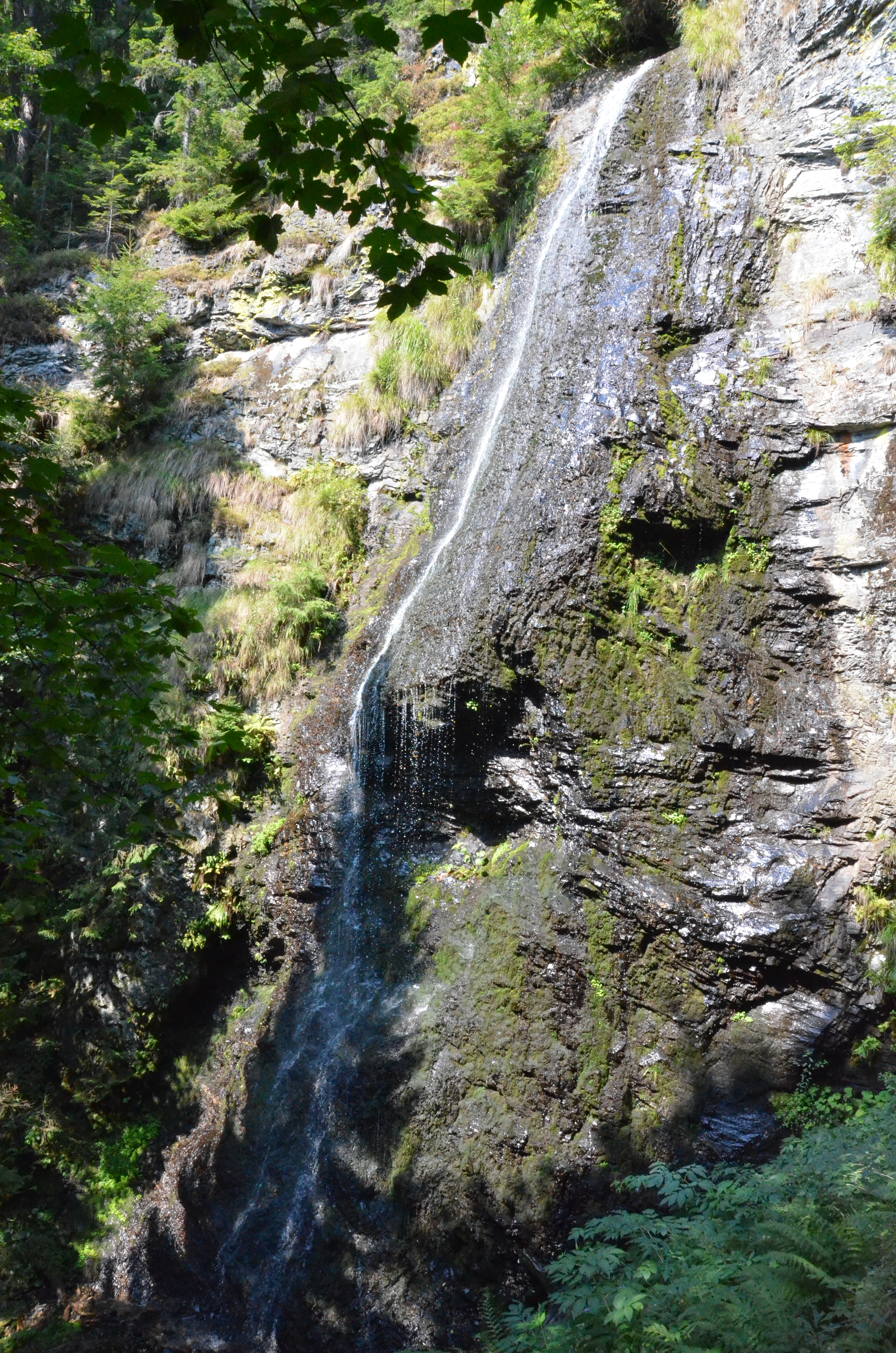
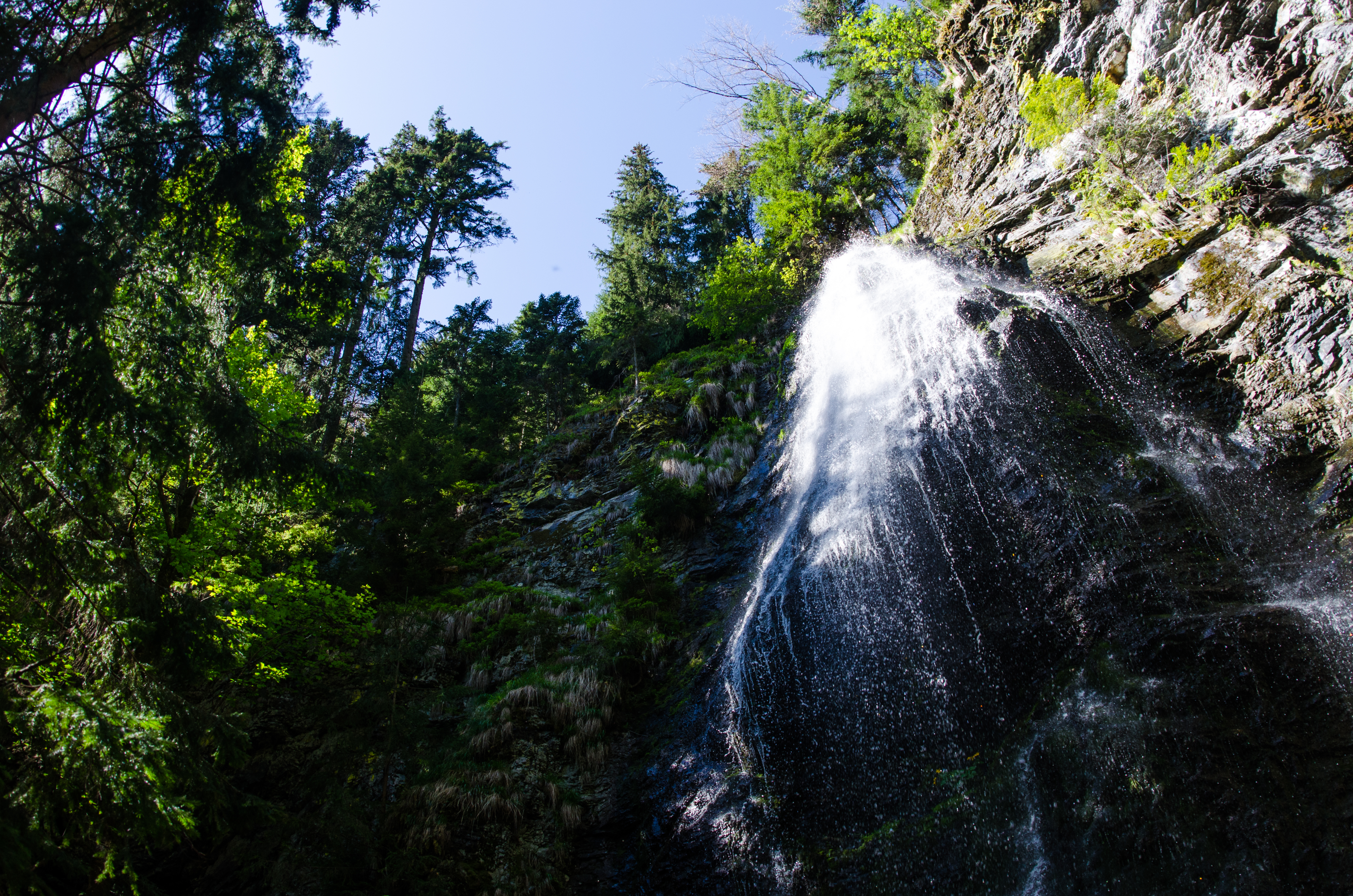
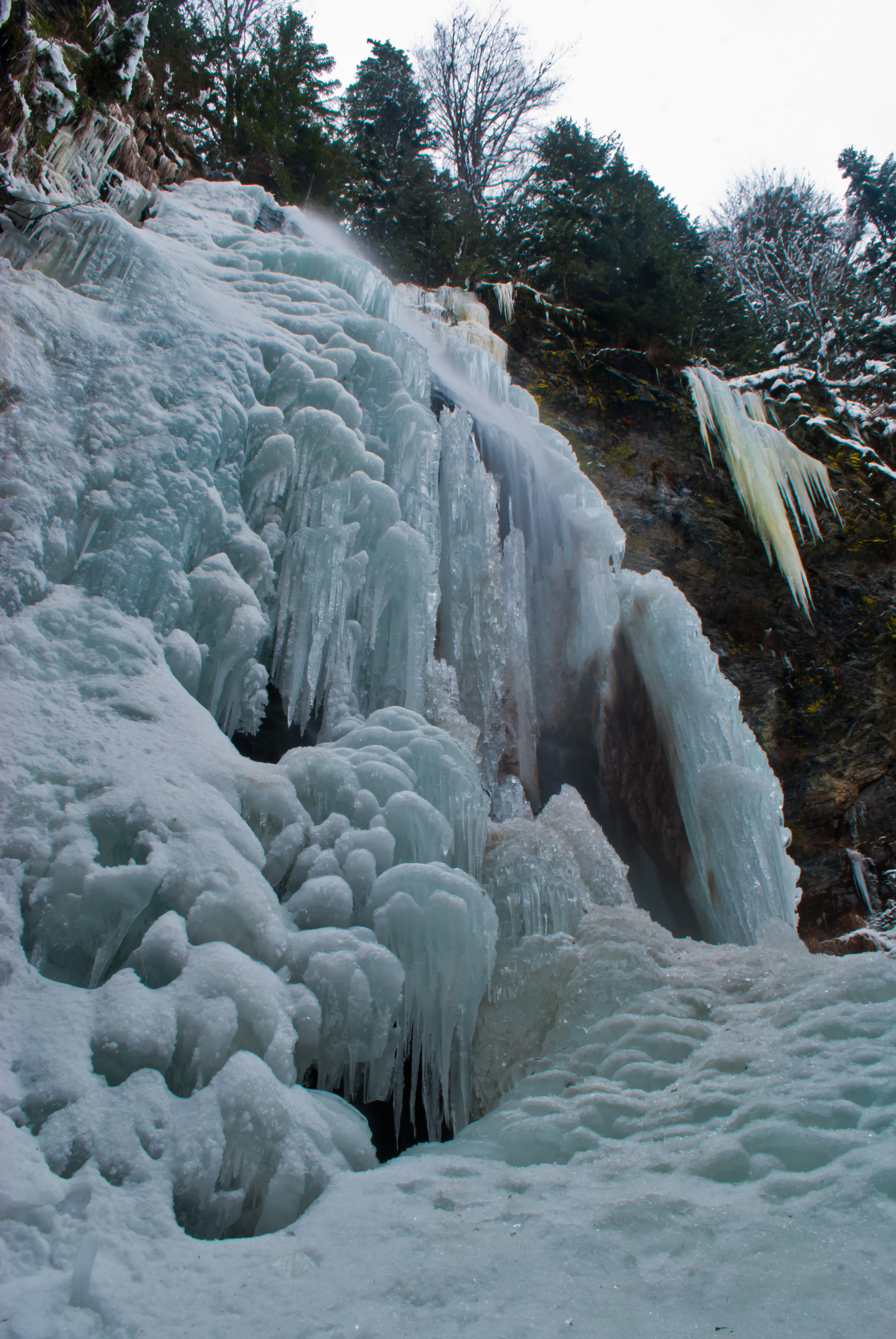
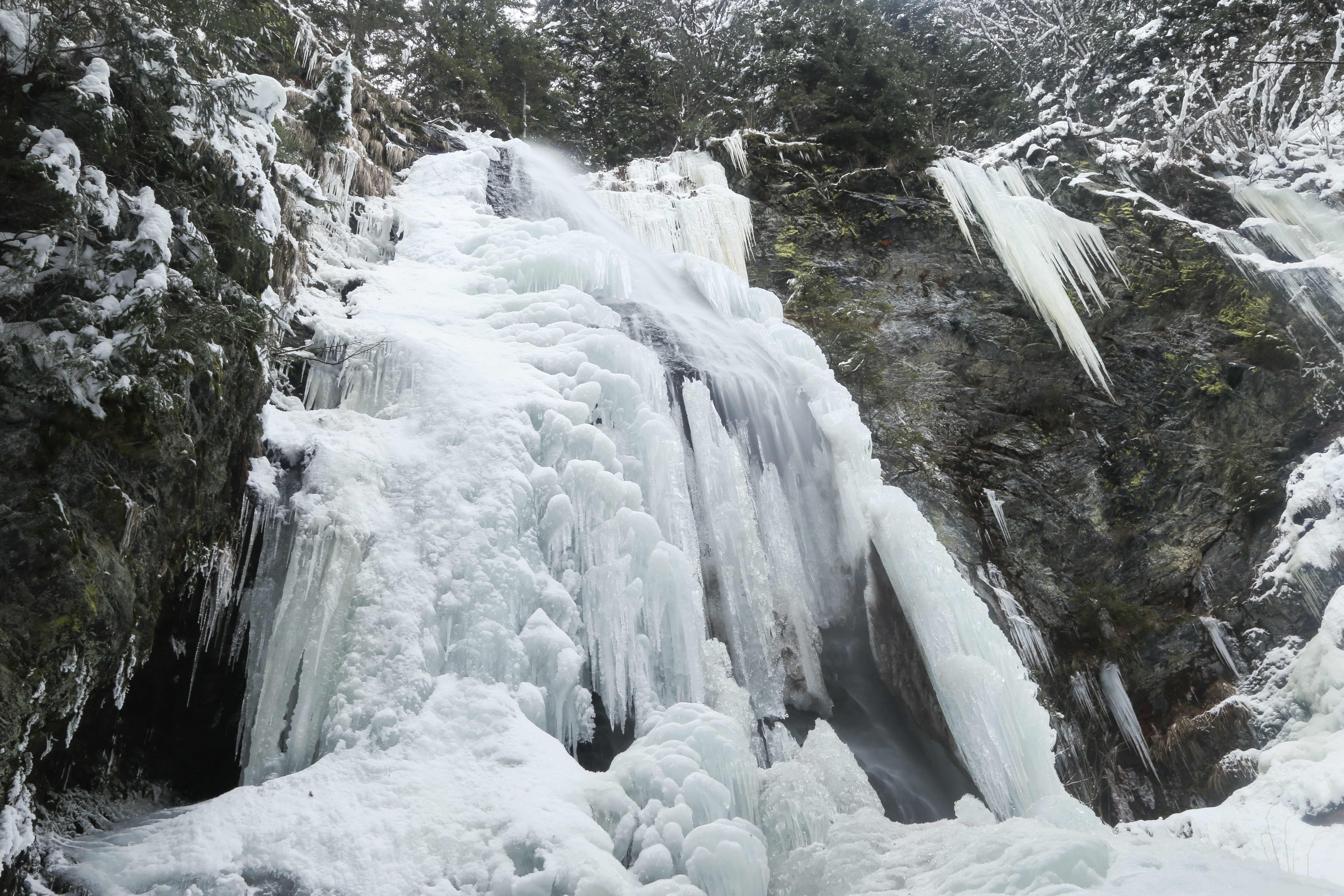

- Ялинський водоспад збизька
- Ялинський водоспад в усій красі взимку